# Alexander Courage
Alexander Mair „Sandy“ Courage Jr. (* 10. Dezember 1919 in Philadelphia; † 15. Mai 2008 in Pacific Palisades) war ein zweifach Oscar-nominierter US-amerikanischer Filmkomponist und Orchestrator. Weltbekannt wurde er durch die Titelmelodie der Serie Raumschiff Enterprise.

## Karriere
Courage studierte an der Eastman School of Music in Rochester im Bundesstaat New York.
Courages Karriere als Komponist und Arrangeur von Film- und Fernsehmusik erstreckte sich vom Ende der 1950er-Jahre bis ins neue Jahrtausend. Weltbekannt wurde er durch die Titelmelodie der Serie Raumschiff Enterprise, welche er 1965 innerhalb nur einer Woche komponierte.
In den 1960er-Jahren arbeitete Courage neben Raumschiff Enterprise an weiteren erfolgreichen Fernsehserien wie Die Seaview – In geheimer Mission und Lost in Space. Ab Mitte der 1980er-Jahre war er als Arrangeur für Filmmusik tätig, unter anderem für Jerry Goldsmith und John Williams. Im Laufe seiner Karriere wurde Courage zweifach für den Oscar nominiert, zudem wurde ihm 1988 ein Emmy verliehen.
Alexander Courage starb am 15. Mai 2008 in einer Seniorenresidenz in Pacific Palisades/Los Angeles.

## Filmografie (Auswahl)

### Filme
Komponist
- 1950: Liebeslied auf Tahiti (Pagan Love Song)
- 1952: Die Schönste von New York (The Belle of New York)
- 1956: Hot Rod Girl
- 1958: Einer muß dran glauben (The Left Handed Gun)
- 1959: Tag der Gesetzlosen (Day of the Outlaw)
- 1963: Mein Schiff fährt zu dir (Follow the Boys)
- 1964: Drei Mädchen in Madrid (The Pleasure Seekers)
- 1964: Goldgräber-Molly (The Unsinkable Molly Brown)
- 1987: Superman IV – Die Welt am Abgrund (Superman IV – The Quest for Peace)

Orchestrator
- 1949: Sumpf des Verbrechens (Scene of the Crime)
- 1952: Mann gegen Mann (Lone Star)
- 1952: Verkauft und verraten (The Sellout)
- 1953: Sombrero
- 1972: Die Höllenfahrt der Poseidon (The Poseidon Adventure)
- 1977: Die Insel des Dr. Moreau (The Island of Dr. Moreau)
- 1992: Basic Instinct
- 1993: Jurassic Park
- 1995: Der 1. Ritter (First Knight)
- 1996: Star Trek: Der erste Kontakt (Star Trek: First Contact)
- 1997: Air Force One
- 1997: L.A. Confidential
- 1998: Star Trek: Der Aufstand (Star Trek: Insurrection)
- 1999: Das Geisterschloss (The Haunting)
- 1999: Der 13te Krieger (The 13th Warrior)
- 1999: Die Mumie (The Mummy)
- 2000: Hollow Man – Unsichtbare Gefahr (Hollow Man)

### Fernsehen
- 1964: Die Seaview – In geheimer Mission (Voyage to the bottom of the sea)
- 1966: Verschollen zwischen fremden Welten (Lost in Space)
- 1966: Raumschiff Enterprise (Star Trek)
- 1972: Die Waltons (The Waltons)

## Auszeichnungen und Nominierungen
- 1966: Oscar-Nominierung für Drei Mädchen in Madrid
- 1968: Oscar-Nominierung für Doctor Dolittle
- 1973: Emmy-Nominierung für Medical Center (Fernsehfolge)
- 1987: Emmy-Nominierung für Liberty Weekend (Fernsehfilm)
- 1988: Emmy für Julie Andrews: The Sound of Christmas (gemeinsam mit Ian Fraser, Chris Boardman und Angela Morley) (Fernsehfilm)